# 役牌
役牌（やくはい）とは、麻雀における役のひとつ。1翻。翻牌もしくは飜牌とも言う（両方とも読みはファンパイ）。特定の字牌による刻子もしくは槓子がある場合に成立する。副露が可能であり、たった3枚の牌で成立する役なので、早あがり・速攻のために利用される傾向がある。このため俗に「特急券」「急行券」とも呼ばれる。なお、この役を成立させる牌そのものも役牌（もしくは翻牌、飜牌）と呼ばれる。
20世紀初頭の麻雀の歴史の初期からある役であり、当時は符点を稼ぐことがメインで翻は1翻といえども取得するのは困難であり、この役牌の価値は大きかった。しかし、現代の日本の麻雀では翻の付く役が多く、更にドラもあるため、役牌はかつてほど価値は高くなくなっている。

## 概要
この役を成立させる牌は、以下の3種類である。
- 成立時期が限られるもの
  - 圏風牌：現在の場と同じ風牌。東場の、南場の。一荘戦や西入、北入ありであれば西場の、北場の。場風牌・荘風牌ともいう。
  - 門風牌：現在の自分の位置と同じ風牌。東家の、南家の、西家の、北家の。自風牌ともいう。
- いつでも成立するもの
  - 三元牌：・・。

これらの牌が刻子または槓子になっている場合に役が成立する。なお、該当する刻子（または槓子）が複数ある場合には、それぞれを1翻として数える。
なお、字牌であっても、場風や自風でない風牌を客風牌（オタ風）といい、これが刻子（あるいは槓子）となっていても役とみなされない（ちなみに客風牌の刻子も厳密には得点要素としてヤオ九牌の刻子としての符は付き、具体的には明刻4符・暗刻8符で他の加符要素と組み合わされば符跳ねする場合があるし、槓子であればそれだけで符跳ねするが。この符計算は役牌の刻子も同様）。1翻縛りでは、役が成立していないときに和了宣言するとチョンボとなるため、場風と自風はしっかりと認識しておく必要がある。

## 連風牌
連風牌（レンフォンパイ、れんぷうはい）とは、荘風牌と門風牌が同一であるときに、その牌の刻子もしくは槓子がある場合に成立する2翻役。また、その牌そのもののことも連風牌と呼ばれる。
荘風牌と門風牌が同一の場合に限り発生する役で、特に東場の東家が東を3枚集めるとダブ東（ダブトン）、南場の南家が南を3枚集めるとダブ南（ダブナン）と呼ばれる。西入や一荘戦など、西場、北場が存在するルールでは、同様にダブ西（ダブシャー）やダブ北（ダブペー）も存在する。一つの独立した役とは認知せずに複数の役の複合(つまり風牌×2、あるいは自風牌と場風牌)として認識されていることも多い。ただし、これは単なる認識の違いだけであり、どちらの解釈であっても結局は2翻なので、点数などで差が出ることはない。

## 符計算
符計算の上では、客風牌・数牌の雀頭が0符なのに対し、場風・自風・三元牌など役牌の雀頭は2符となる。このため、役牌が雀頭の時は、和了形が平和であっても、平和として認められない。また、連風牌を雀頭にした場合は、ルールによって2符あるいは4符となる。なお、刻子や槓子にした場合の符は、役牌・連風牌・客風牌・老頭牌いずれもヤオ九牌として同じ扱いとなる。
| 連風牌の雀頭             | 2符 または 4符 |
| 連風牌ではない役牌の雀頭 | 2符            |
| 役牌ではない牌の雀頭     | 0符            |

## 牌姿の例
（例）門前のケース
待ちは。東場か自風が東の時のみ、東が役牌となる（1翻）。また、東場でかつ自身が親（つまり東家）の場合、双方の風が一致しているので、2翻になる。この2翻での東は俗にダブ東（ダブトン）と呼ばれる（ダブルで東風という意）。南場で南風の時も同様にダブ南（ダブナン）という。
（例）副露したケース
門前でなくても役牌は成立する。上のように役牌そのものをポン（あるいはカン）しても、下のように役牌を暗刻として役に関係のない部分を副露していてもよい。待ちはいずれも。三元牌の場合は場風、自風に関係なく1翻役として成立する。一般に字牌は早めに捨てられることが多く、これを利用して早あがりすることも少なくない。
（例）役牌が槓子になっているケース
西家   
| 三萬 · 四萬 · 五萬 · 五萬 · 六萬 · 七萬 · 三索 · 三索 · 七索 · 八索 |  |  |  | 白 | 白 · 白 |
役牌が槓子になっている場合は、役牌の役が成立するのはもちろん、槓子の符が高いため符ハネする。上下いずれの例も待ち。上は暗槓の例で、ツモで60符、ロンでは70符となり、ドラが乗っても満貫未満であれば1翻増加程度の打点上昇が見込める。下は明槓の例で、ツモロン共に40符となる。
（例）役牌が槓子になっていなくても符ハネするケース
   ツモ
南場北家      
上は門前の役牌同士のシャンポン待ちのツモの例で、符は副底20符＋ヤオ九牌暗刻8符（）＋役牌雀頭2符（）＋ツモ2符を合わせて32符、切り上げて40符となり、門前清自摸和も付くので40符2翻となる（でツモあがっても同じ）。下の例はの単騎待ちで、役牌の役を成立させるのは自風のポンだけであるが、副底20符＋ヤオ九牌ポン4符×2（・）＋役牌雀頭2符（）＋単騎2符を合わせて32符、ツモ2符の有無を問わずやはり切り上げて40符1翻となり、オタ風ののポンや雀頭の場風も役にはならないが符ハネに絡む形となっている。
（例）役牌同士の複合
役牌同士、同時に成立させることももちろん可能である。待ちは。上のケースでは、東場の場合は東と中の2翻分の翻数が加算される。更に、東家の場合はダブ東と中の3翻となる。
（例）役牌同士は最大で4翻まで
東場東家         
東場南家         
役牌同士は実質4翻まで複合する。上の例は待ちで、ダブ東+發+中の3刻子で4翻となる例。ちなみにこのように役牌3刻子で4翻となるケースでは、役牌となる3刻子が例のように全てポンだったとしても12符あるので符ハネして満貫となる。下の例は実戦ではあまり見られないであろうが、単騎待ちで場風東+自風南+發+中の4刻子で4翻となる例で、このように役牌4刻子で4翻となる場合は雀頭は数牌に限られ（雀頭が字牌だと字一色になるため）、必然的に混一色・対々和が付いて倍満以上が確定する。ちなみに役牌5翻は大三元になってしまうのでありえない （三人麻雀において、北を三元牌のように常に役牌として扱うルールが採用されている場合はこの限りではない）。
（例）ドラの役牌を刻子・槓子にしたケース
東場   
（ドラ表示牌にが1枚あり）
南場南家   
（ドラ表示牌にが1枚あり）
ドラの役牌を刻子・槓子にした場合、1面子だけで相当強力な威力となる。待ちはいずれも。上の例はドラの場風のポン1面子だけで、役としての1翻とドラとしての3翻の合わせて4翻付いている。下の例はドラのダブの暗槓1面子だけで、役としての2翻とドラとしての4翻の合わせて6翻付いており、跳満以上が確定している（そのため暗槓の符は関係なくなる）。また実戦ではあまり見られないであろうが、槓によってドラ表示牌が複数開いている場合は、理論上1面子だけで数え役満が確定するケースもありうる。